# Mały świat
Mały świat (serb. Mali svet / Мали свет) – serbski film fabularny z roku 2003 w reżyserii Miloša Radovicia.

## Opis fabuły
Losy grupy ludzi poznajemy z perspektywy dziecka, które ma przyjść na świat. Jego przyszła matka jest psychiatrą i w większym stopniu zajmuje się pacjentami niż domem, a przyszły ojciec Filip jest lekarzem i hipochondrykiem straszącym swoją żonę rzekomą chorobą nowotworową. Udzielając pomocy umierającej kobiecie na cmentarzu zostaje okradziony z telefonu komórkowego i dyktafonu. Złodziej postanawia tym telefonem pozyskać względy apetycznej Marii, pracującej w cukierni Mozart. Do tej samej cukierni trafia Filip po nieudanej próbie samobójczej. Na posterunek policji złodzieja ma dostarczyć policjant-motocyklista, który właśnie skończył zabawiać się z miejscową kioskarką. Jadący z nadmierną prędkością motocykl z policjantem i przykutym do niego złodziejem w trakcie deszczu rozbija się o traktor. Policjant ginie, a złodzieja zabiera do radiowozu dwóch policjantów nieudaczników. W trakcie burzy radiowóz ulega zniszczeniu. Do posterunku ma ich doholować Filip, który przypadkiem pojawił się na autostradzie. Ten jednak prowadzi pod wpływem narkotyków, które sprzedał mu sąsiad z kamienicy. W wypadku ginie złodziej, a Filip trafia do więzienia.

## Obsada
- Miki Manojlović jako dr Filip Kostić
- Ana Sofrenović jako dr Ana Kostić
- Branko Đurić jako złodziej
- Irena Mičijevič jako Marija
- Bogdan Diklić jako policjant, sierżant Kos
- Lazar Ristovski jako policjant, starszy sierżant Ras
- Milan Gutović jako duchowny
- Olivera Marković jako kobieta umierająca na cmentarzu
- Rade Marković jako stary lekarz
- Milorad Mandić jako policjant na motocyklu
- Aleksa Baštovanović jako Ogi, nienarodzony syn Filipa
- Nenad Jezdić
- Dragan Jovanović
- Petar Kralj
- Nebojša Ljubišić